# Lac George (Australie)
Pour les articles homonymes, voir Lac George.
Le lac George (en anglais : Lake George) est un lac intermittent, le plus souvent à sec, situé au sud-est de la Nouvelle-Galles du Sud, en Australie, à environ à 30 min au nord-est de Canberra le long de la Federal Highway en direction de Sydney. Son bassin mesure 25 km de long sur 10 de large.

## Géographie
Le fond du lac est formé d'une couche de 30 m de sédiments déposés au cours des siècles. Lorsqu'il est en eau, sa profondeur est d'environ 1 m, ses plus grandes profondeurs de 2 m mais depuis novembre 2002, il est désespérément à sec. On élève des moutons dans les zones asséchées, de la vigne sur les coteaux qui l'entourent. On y fait du planeur.
Le premier explorateur européen a visiter le lac était Joseph Wild. Le lac doit son nom actuel au souverain britannique George III. En langage aborigène il porte le nom de lac Werriwa qui signifie « la mauvaise eau ».